# Batocera breuningi
Batocera breuningi là một loài bọ cánh cứng trong họ Cerambycidae.